# Kerivoula argentata
Kerivoula argentata — вид рукокрилих родини Лиликові (Vespertilionidae).

## Поширення
Країни поширення: Демократична Республіка Конго, Кенія, Малаві, Мозамбік, Намібія, Південна Африка, Танзанія, Замбія, Зімбабве. Цей вид, як правило, пов'язаний з вологими савановими місцями мешкання. Спочиває в ткачикових покинутих гніздах, серед скупчення листя, у корі дерев і в традиційних будинках. 

## Загрози та охорона
Здається, немає серйозних загроз для даного виду. Він був записаний в одному лісовому заповіднику в Танзанії але, швидше за все, присутній в багатьох природоохоронних територіях в межах ареалу.